# Kanton Fort-de-France-5
Kanton Fort-de-France-5 is een voormalig kanton van het Franse departement Martinique. Kanton Fort-de-France-5 maakte deel uit van het arrondissement Fort-de-France en telde 6.369 inwoners (2007). Het werd zoals alle kantons van Martinique opgeheven op 1 januari 2016.

## Gemeenten
Het kanton Fort-de-France-5 omvatte uitsluitend een deel van de gemeente Fort-de-France